# Elad
Elad (en hebreo: אלעד‎) es una ciudad ubicada en el Distrito Central de Israel, alrededor de 15 km al sureste de Tel Aviv. En 2024 tenía una población de 50 043 habitantes.

## Historia
La construcción de Elad comenzó a finales de la década de 1990, luego de la decisión del gobierno israelí de construir una serie de asentamientos cerca de la frontera con la Cisjordania ocupada, bajo el mandato del ministro de vivienda, Ariel Sharon. El objetivo era proporcionar vivienda inmediata para 50.000 habitantes.
La ciudad fue construida desde cero como una comunidad organizada de acuerdo con las necesidades de planificación urbana. Aunque la ciudad fue diseñada para dar cabida a una población mixta de judíos no religiosos y religiosos, Elad inicialmente estaba destinada a hacer frente a una población mixta de judíos sionistas religiosos modernos ortodoxos y judíos ultraortodoxos, para ofrecer una solución a la escasez de viviendas asequibles para las familias ultraortodoxas. La mayoría de la población son judíos haredim.
Como resultado, Elad se construyó de una manera que se adaptó a su estilo de vida religioso, con una mayor gama de opciones de vivienda con apartamentos más grandes que el promedio nacional, para dar cabida a las familias religiosas que acostumbran a tener más hijos que la media de la población nacional. Otra característica es el fácil acceso y la corta distancia a pie de las instituciones educativas locales para evitar la necesidad de costos adicionales de transporte escolar.
En febrero de 2008, el estado oficial de Elad cambió y el municipio pasó a ser considerado como una ciudad. En agosto de 2003, los agentes de policía de la ciudad describieron a Elad como un lugar donde se cometen muchos delitos de violencia doméstica, vandalismo, delincuencia juvenil e infracciones. Los problemas incluyen tensiones étnicas y religiosas, peleas callejeras y abandono infantil.
Al mismo tiempo, Elad junto con la ciudad de mayoría árabe de Umm al-Fahm, se encuentra entre las ciudades israelíes con la tasa más alta de crímenes violentos. En 2008, una escuela ultraortodoxa abrió sus puertas en la ciudad. El rabino asquenazí de la ciudad es el rabino Shlomo Zalman Grossman. El rabino sefardí de la ciudad es el rabino Mordechai Malka. Ambos rabinos no están de acuerdo acerca de la hora exacta del inicio del Shabat, dando ello lugar a tensiones dentro de las diferentes comunidades. Elad se encuentra a unos 20 kilómetros al oeste de Tel Aviv, y a 64 kilómetros de Jerusalén. Al este del municipio está la frontera con la Cisjordania ocupada por las FDI en 1967. En 2016, la población de Elad tenía 45.900 habitantes.